# Solan
Solan (en francès Soula) és un municipi francès del departament de l'Arieja i la regió d'Occitània.